# Guipronvel
Guipronvel (tiếng Breton: Gwiproñvel) là một xã của tỉnh Finistère, thuộc vùng Bretagne, miền tây bắc Pháp.

## Dân số
Người dân ở Guipronvel được gọi là Guipronvélois.